# KCNIP1
KCNIP1 (англ. Potassium voltage-gated channel interacting protein 1) – білок, який кодується однойменним геном, розташованим у людей на короткому плечі 5-ї хромосоми. Довжина поліпептидного ланцюга білка становить 227 амінокислот, а молекулярна маса — 26 817.
| 10         |  | 20         |  | 30         |  | 40         |  | 50         |
| ---------- |  | ---------- |  | ---------- |  | ---------- |  | ---------- |
| MGAVMGTFSS |  | LQTKQRRPSK |  | DIAWWYYQYQ |  | RDKIEDELEM |  | TMVCHRPEGL |
| EQLEAQTNFT |  | KRELQVLYRG |  | FKNECPSGVV |  | NEDTFKQIYA |  | QFFPHGDAST |
| YAHYLFNAFD |  | TTQTGSVKFE |  | DFVTALSILL |  | RGTVHEKLRW |  | TFNLYDINKD |
| GYINKEEMMD |  | IVKAIYDMMG |  | KYTYPVLKED |  | TPRQHVDVFF |  | QKMDKNKDGI |
| VTLDEFLESC |  | QEDDNIMRSL |  | QLFQNVM    |  |            |  |            |

A: Аланін

C: Цистеїн

D: Аспарагінова кислота

E: Глутамінова кислота

F: Фенілаланін

G: Гліцин

H: Гістидин

I: Ізолейцин

K: Лізин

L: Лейцин

M: Метіонін

N: Аспарагін

P: Пролін

Q: Глутамін

R: Аргінін

S: Серин

T: Треонін

V: Валін

W: Триптофан

Кодований геном білок за функціями належить до іонних каналів, потенціалзалежних каналів. 
Задіяний у таких біологічних процесах, як транспорт іонів, транспорт, транспорт калію, альтернативний сплайсинг. 
Білок має сайт для зв'язування з іонами металів, іоном кальцію, калію. 
Локалізований у клітинній мембрані, цитоплазмі, мембрані, клітинних відростках.